# Tati Mancebo
Carmen Mancebo López, conocida por su pseudónimo artístico Tati Mancebo ( n. La Coruña, 1969 ) es una poeta, crítica literaria, gestora cultural, actriz, y traductora española.

## Trayectoria
En 1992, obtuvo su licenciatura en Filología Inglesa, por la Universidad de Santiago de Compostela. Como poeta publicó, en 1995, el libro Na hora redonda; y ha participado en publicaciones colectivas, y en recitales poéticos. Tradujo guiones de cine, y poesía inglesa, irlandesa, y estadounidense para revistas y medios electrónicos. Como editora, é socia fundadora de "Amigos de Azertyuiop" (1995) xunto a Alfredo Ferreiro, Dulce Fernández e François Davó.

## Obra
- Na hora redonda, 1995, Cadernos de Azertyuiop

Actuación
- Foro aberto (TV series), episodio 14 de junio de 2010[3]

## Obras colectivas
- A Coruña á luz das letras, 2008.
- As débedes,[4] poema, en libro colectivo Proxecto Identidade[5][6]